# Anagyre (objet)
Pour les articles homonymes, voir Anagyre.

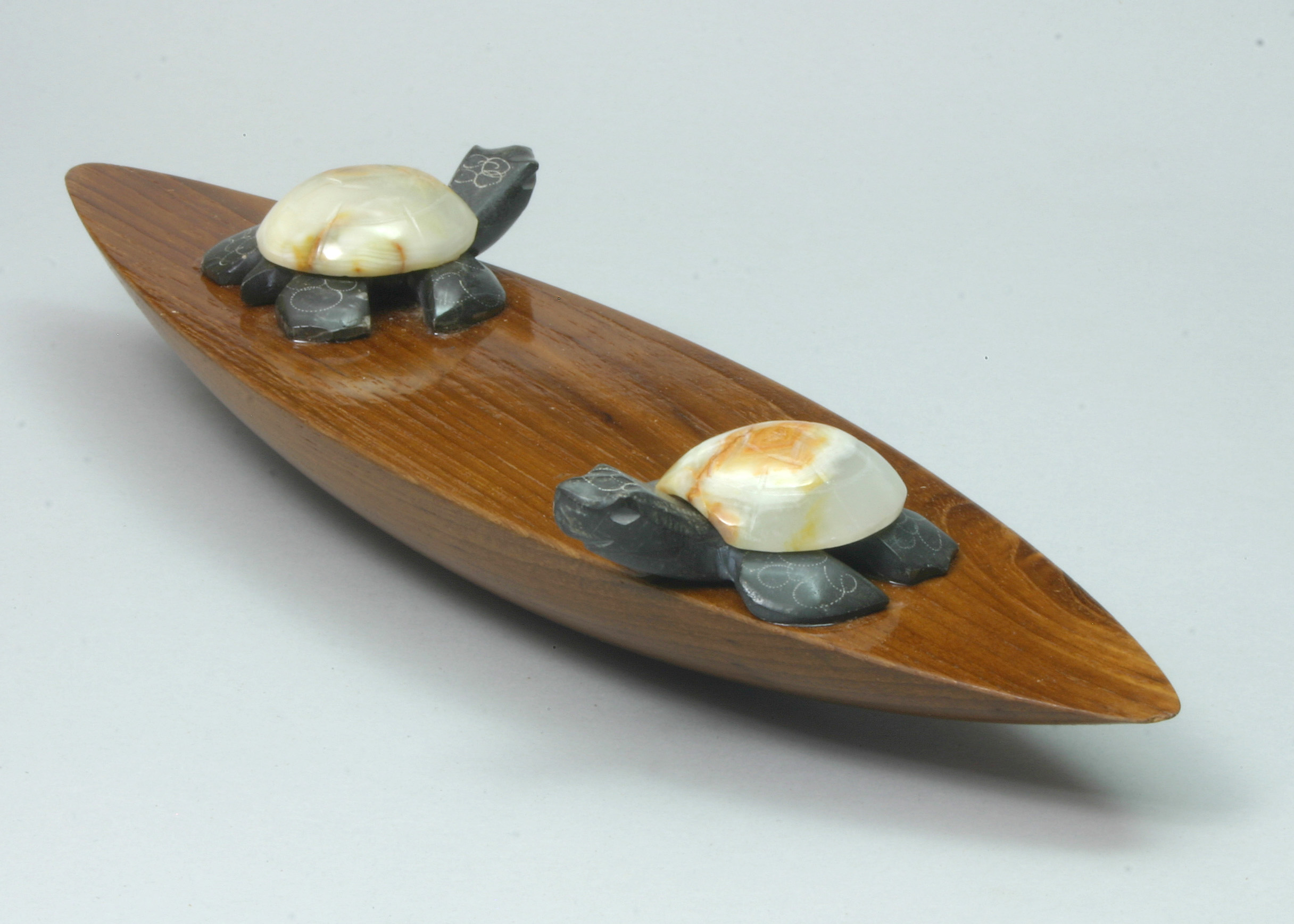
Anagyre avec incrustations de tortues en pierres précieuses, montrant bien la dissymétrie.

Anagyre est le nom donné à un objet paradoxal qui, lancé dans le sens naturel de rotation tourne rapidement, alors que lancé dans le sens opposé, il s'arrête après quelques instants en vibrant, pour repartir dans le sens contraire et naturel de rotation,. 
Les anagyres sont aussi appelées pierres celtiques, parce que les Celtes auraient trouvé des galets « magiques » qui tournaient dans un sens mais pas dans l'autre.

## Histoire
Les archéologues ont découvert au XIXe siècle, sur des sites celtiques et égyptiens antiques, des pierres qui présentaient la particularité d'inverser leur sens de rotation dans une direction.
Les premières descriptions modernes de ces pierres ont été publiées en 1896, par Gilbert Walker, notamment dans son article On a curious dynamic property of celts.
D'autres études sur les anagyres antiques ont été publiées en 1909 et 1918, et plusieurs examens ont été réalisés dans les années 1950 et 1970. La fascination populaire pour ces objets s'est considérablement accrue depuis les années 1980, et pas moins de 28 découvertes ont été publiées.

## Cause
Lorsque l'anagyre est lancée dans le sens contraire, son énergie cinétique de rotation se convertit en l'énergie d'un mouvement oscillatoire du fait de la géométrie spécifique de l'objet, puis en énergie de rotation mais dans le sens opposé (sens naturel de rotation).

## Asymétrie
La forme d'un anagyre ressemble plus à une coque de bateau qu’à une toupie, mais comme un anagyre tourne sur un seul point, il peut être vu comme une toupie bizarre. Cependant, à la différence de la toupie, l'anagyre est un ellipsoïde asymétrique.
L’asymétrie se manifeste de façon plus ou moins visible dans la forme et/ou dans la masse de l’objet. L’inversion du sens de rotation a donc deux causes possibles différentes reliées à la conception de l'anagyre :
- dans le cas d’une asymétrie de forme (anagyre homogène), l’ellipsoïde a été légèrement modifié selon une courbe en S lui conférant un sens de rotation privilégié ;
- dans le cas d’une asymétrie de masse (anagyre hétérogène), la forme de l’ellipsoïde n’a pas été altérée, mais la répartition de sa masse a été modifiée par creusage, lestage ou utilisation de matériaux de différentes densités.

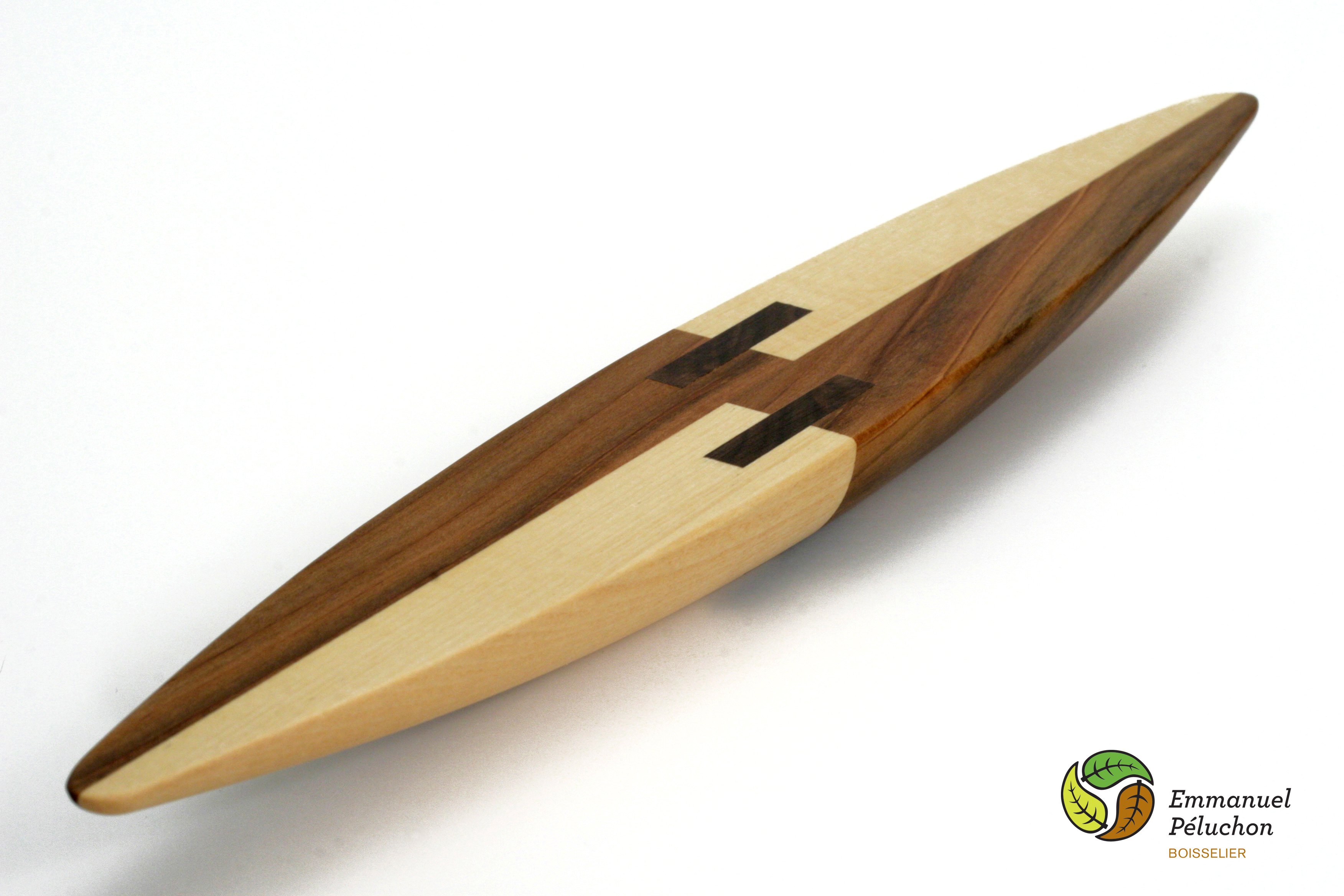
Anagyre avec assemblage de bois aux densités différentes.

Certains anagyres combinent l’asymétrie de forme et de masse pour augmenter la rapidité de l’effet d’inversion du sens de rotation.
Certains anagyres n'ont pas de sens de rotation particulier et peuvent inverser leur sens de rotation une dizaine de fois.
Dans les deux cas, l’axe principal d’inertie autour duquel l’anagyre tourne est décalé d’environ 10° par rapport aux axes géométriques de l’ellipsoïde (symétrie apparente de l'objet).

## Détails de la rotation

Anagyre - schéma de principe : En noir axes géométriques : a (grand axe), b (petit axe). En bleu : axe d'inertie.

Lorsqu'on lance l’anagyre dans le sens contraire :
- dès que le point de contact de l’anagyre au sol se décale un peu, la force de frottement, même minime, le fait pivoter autour de l’axe a ;
- ce pivotement instable se propage à l’axe b. L’anagyre se met à balancer très fortement d’avant en arrière ;
- la forme de la coque occasionne que le point de contact avec le sol se déplace sur une courbe en forme de S, qui freine l’anagyre et le relance en sens inverse.

Certains anagyres sont plus surprenants encore : quand ils tournent dans le « bon » sens, c’est l’oscillation autour de b qui devient instable et provoque un balancement autour de a, ce qui relance l’anagyre dans le « mauvais » sens, et le cycle recommence.